# Tipula limbata
Tipula limbata är en tvåvingeart som beskrevs av Zetterstedt 1838. Tipula limbata ingår i släktet Tipula och familjen storharkrankar. Arten är reproducerande i Sverige. Inga underarter finns listade i Catalogue of Life.